# Kali, Ugljan
Kali je naselje in občinsko središče v Zadrski županiji na otoku Ugljan (Hrvaška).

## Geografija
Kali je ribiško naselje na severovzhodni obali otoka. Kraj leži na polotoku med zalivoma Kali in Batalaža, 3 km jugovzhodno od Preka, nasproti otočka Ošljak. V dnu zaliva Kali je pristan, zavarovan z dvema valobranoma. Za valobranoma je mandrač, znotraj katerega je pomol. Na koncu daljšega valobrana, ki poteka v smeri proti severovzhodu, stoji svetilnik, ki oddaja svetlobni signal: R Bl 3s. Nazivni domet svetilnika je 3 milje. Zaliv je izpostavljen udarcem burje.
Od naselja peljeta proti jugozahodu dve cesti, ena v zaliv Mala Lamajana, druga pa v zaliv Vela Lamajana. Zaliva ločuje rt Zaglavica. V obeh zalivih so lepe peščene plaže.

## Prebivalstvo
| Pregled števila prebivalcev po letih | Pregled števila prebivalcev po letih | Pregled števila prebivalcev po letih | Pregled števila prebivalcev po letih | Pregled števila prebivalcev po letih | Pregled števila prebivalcev po letih | Pregled števila prebivalcev po letih | Pregled števila prebivalcev po letih | Pregled števila prebivalcev po letih | Pregled števila prebivalcev po letih | Pregled števila prebivalcev po letih | Pregled števila prebivalcev po letih | Pregled števila prebivalcev po letih | Pregled števila prebivalcev po letih | Pregled števila prebivalcev po letih |
| ------------------------------------ | ------------------------------------ | ------------------------------------ | ------------------------------------ | ------------------------------------ | ------------------------------------ | ------------------------------------ | ------------------------------------ | ------------------------------------ | ------------------------------------ | ------------------------------------ | ------------------------------------ | ------------------------------------ | ------------------------------------ | ------------------------------------ |
| 1857                                 | 1869                                 | 1880                                 | 1890                                 | 1900                                 | 1910                                 | 1921                                 | 1931                                 | 1948                                 | 1953                                 | 1961                                 | 1971                                 | 1981                                 | 1991                                 | 2001                                 |
| 558                                  | 626                                  | 797                                  | 982                                  | 1221                                 | 1482                                 | 1594                                 | 2061                                 | 2281                                 | 2305                                 | 2251                                 | 2405                                 | 1829                                 | 2245                                 | 1731                                 |

## Gospodarstvo
Prebivalci Kalija se poleg turizma (možen najem turističnih sob in apartmajev) ukvarjajo še s pomorstvom in ribolovom - Kali je eno od najpomembnejših ribiški središč na vzhodni obali Jadrana.

## Zgodovina
Kraj se v starih listinah prvič omenja leta 1299. Današnja baročna cerkev sv.Lovre je bila postavljena 1698 na ostankih starejše cerkve. Na griču jugozahodno od Kalija stoji poznogotska cerkvica sv.Pelagrina, ki je bila postavljena v 14. stoletju.

## Zanimivosti
V Kaliju se vsako leto 10. avgusta odvija tradicionalna »Kaljska ribarska noć«.